# بایرام دوردیف
بایرام دوردیف (انگلیسی: Baýram Durdyýew؛ زادهٔ ۱۷ مارس ۱۹۶۰) بازیکن سابق و مربی فوتبال اهل ترکمنستان است.
از باشگاه‌هایی که در آن بازی کرده است می‌توان به باشگاه فوتبال کپه‌داغ عشق‌آباد اشاره کرد.